# Jedsadakron Promkhot
Jedsadakron Promkhot (thailändisch เจษฎากร พรมโคตร; * 18. September 2002) ist ein thailändischer Fußballspieler.

## Karriere
Jedsadakron Promkhot erlernte das Fußballspielen in den Jugendmannschaften vom Chainat Hornbill FC. Als Juniorenspieler wurde er von Chainat die Saison 2021/22 an den Drittligisten Sakon Nakhon FC ausgeliehen. Mit dem Verein aus Sakhon Nakhon spielte er in der North/Eastern Region der Liga. Ende Mai 2022 kehrte er zu Hornbill zurück. Hier unterschrieb er auch seinen ersten Profivertrag. Sein Zweitligadebüt gab Jedsadakron Promkhot am 10. Dezember 2022 (17. Spieltag) im Auswärtsspiel gegen den Rayong FC. Bei der 1:0-Niederlage wurde er in der 82. Spielminute für den verletzten Apichaok Seerawong eingewechselt. Nach einem Zweitligaspiel wechselte er am 1. Januar 2023 zum zweiten Mal auf Leihbasis zum Drittligisten Samut Sakhon FC. Der Verein spielte in der Bangkok Metropolitan Region der Liga. Hier bestritt er sechs Ligaspiele. Die Saison 2023/24 wurde er an den Drittligisten Northern Nakhon Mae Sot United FC ausgeliehen. Mit dem Verein aus Mae Sot spielte er 19-Mal in der Northern Region der Liga. Nach der Ausleihe kehrte er im Sommer 2024 nach Chainat zurück. Hier wurde sein Vertrag jedoch nicht verlängert. Im August 2024 schloss er sich dem Drittligisten Northern Nakhon Mae Sot United FC an.